# جمعه (سوره)
سوره جمعه سوره ۶۲ از قرآن است، ۱۱ آیه دارد و سوره‌ای مدنی است. این سوره دو محور اساسی دارد: (۱) توجه به توحید، نبوت و معاد و (۲) نماز جمعه و تأکید به تعطیلی کسب و کار برای برپا داشتن آن.

## فضیلت سوره
- رسول خدا فرمودند:

«هر که این سوره را پیوسته تلاوت نماید، پاداش عظیمی خواهد داشت و از هرچه هراس دارد، در امان خواهد بود و هر امر ناخوشایندی از او دور خواهد شد.»
- امام صادق فرمود:

«هرکه روز یا شب، صبگاهان یا شب هنگام این سوره را تلاوت نماید، از وسوسه های شیطان در امان خواهد بود و هر گناهی  را که از امروز تا روز دوم مرتکب گردد،آمرزیده خواهد شد.»